# Bufonia stricta
Bufonia stricta ist eine Pflanzenart aus der Gattung Bufonia innerhalb der Familie der Nelkengewächse (Caryophyllaceae).

## Beschreibung

### Vegetative Merkmale
Bufonia stricta ist ein ausdauernder Halbstrauch, der Wuchshöhen von 3,5 bis 5 Zentimetern erreicht. Die Blütenstängel sind am Grund holzig, aufrecht, gebogen, dünn und meist unverzweigt. Während der Blütezeit sind auch nicht-blühende Triebe vorhanden. Die Grundblätter sind borstig. Die Stängelblätter sind pfriemlich und oft angedrückt.

### Generative Merkmale
Die Blütezeit reicht von Juni bis August. Die äußeren Kelchblätter sind 3,5 bis 4 Millimeter groß, drei- bis fünfnervig und ebenso lang wie die Krone.
Die Samen haben glatte Seiten und höckerig Ränder.
Die Chromosomenzahl beträgt 2n = 18.

## Vorkommen
Bufonia stricta kommt auf dem Peloponnes und auf Insel der südlichen Ägäis vor. Bufonia stricta gedeiht in der Höhenstufe auf Kalk- und Dolomitschutt.

## Systematik
Die Erstbeschreibung erfolgte 1809 unter dem Namen (Basionym) Moehringia stricta durch Sir James Edward Smith in Sibth. & James Edward Smith: Florae Graecae Prodromus, Band 1, Seite 264. Die Neukombination zu Bufonia stricta (Sm.) Gürke wurde durch Robert Louis August Maximilian Gürke in Karl Richter: Plantae Europeae, Band 2, Seite 247 veröffentlicht. Ein weiteres Synonym für Bufonia stricta (Sm.) Gürke ist Bufonia brachyphylla Boiss. & Heldr. nom. illeg.
Je nach Autor gibt es etwa zwei Unterarten:
- Bufonia stricta subsp. stricta:

Die Nominatform Bufonia stricta (Sm.) Gürke subsp. stricta kommt auf dem Peloponnes und den Inseln der südlichen Ägäis in der subalpinen Höhenstufe vor. Auf Kreta wächst sie in den Lefka Ori, im Dikti-Gebirge und im Afendis Kavousi in Höhenlagen von meist 1150 bis 135 Metern, selten ist sie bereits ab 600 Metern zu finden. Die Pflanze ist grün. Am Stängel befindet sich eine einzelne Endblüte sowie 0 bis 5 (selten bis 9) einblütige, kurze Seitenzweige. Das ganze ähnelt einer einseitswendigen Ähre. Die Stängelblätter vergilben bald. Die oberen und mittleren Stängelblätter besitzen einen breiten Hautrand und verschmälern sich allmählich in eine lange, gerade Spitze. An den unteren Knoten finden sich nichtblühende Triebe.
- Bufonia stricta subsp. cecconiana (Bald.) Rech. f.

Diese Unterart ist auf Kreta im Ida- und Dikti-Gebirge endemisch, wo sie in Höhenlagen von 1700 bis 2450 Metern wächst. Die Pflanze ist graugrün. Die Seitenzweige der mittleren und oberen Knoten weisen manchmal zwei, zum Teil auch noch mehr Blüten auf. Die oberste dieser Blüten überragt die Endblüte. Die Blätter vergilben zeitgleich mit dem Stängel. Die oberen und mittleren Stängelblätter besitzen einen schmalen Hautrand und ziehen sich plötzlich in eine kurze, eingerollte Spitze zusammen. An den unteren Knoten befinden sich nichtblühende Triebe.
Zwischen den beiden Unterarten gibt es Übergänge.